# Thomas Crampton
Thomas Russell Crampton (ur. 6 sierpnia 1816 w Broadstairs, zm. 19 kwietnia 1888 w Westminsterze) – brytyjski inżynier i wynalazca. Budował linie kolejowe (między innymi w Bułgarii i Turcji). Ułożył pierwszy kabel telegraficzny, który był używany praktycznie. Wynalazł między innymi piec obrotowy do cementu, ulepszył parowóz.

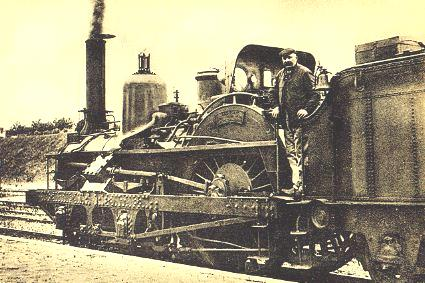
Lokomotywa konstrukcji Cramptona